# Jean-Philippe Dayraut
Pas d'image ? Cliquez ici
Jean-Philippe Dayraut, né le 14 avril 1969 à Toulouse, est un pilote automobile professionnel et chef d'entreprise français. Il est le créateur de la marque Mitjet Motorsport, qui, depuis 2006, fabrique et commercialise des véhicules de compétition, et organise son propre championnat présent dans sept pays.  

## Biographie
Jean-Philippe Dayraut est particulièrement connu pour ses six titres au Trophée Andros et sa 2e et 3e place à la course de côte de Pikes Peak aux États-Unis.
Il est aussi le créateur des Séries Mitjet 2L et Mitjet Supertourisme, qui existent en France, en Russie, au Danemark, en Italie, en Allemagne, en Espagne et aux États-Unis.
En 2017, Jean-Philippe Dayraut crée la marque Devinci cars dans le Tarn, constructeur automobile français de véhicules électriques, homologués pour la route.

## Palmarès

### Vélo
- Vice-Champion de France VTT, Sunn

### Quad
- Vice-Champion de France Super Motard en Quad, Honda 500 CR

### Automobile
- 1er du Championnat de Ligue Midi-Pyrénées karting 125cc;
- 1er du Volant Caterham en 1998;
- 1er du volant Peugeot Rallye 106 Terre en 1998;
- 1er du Championnat Caterham 1600 en 1999;
- 1er Formule France Junior en 1999;
- 1er Formule Campus BioCarburant ETBE en 1999;
- 1er de l'épreuve du Championnat de France Formule Renault 2.0 à Albi en 2000 (seule et unique course en monoplace);
- Vice-champion de France de Supertourisme en 2000, pilote officiel Opel France;
- 24 heures du mans : Abandon en 2001 sur Dodge Viper GTS-R, Équipe de France FFSA / Epsilon Sport / Oreca, Équipiers David Terrien / Jonathan Cochet
- Champion de France de Supertourisme en 2001, pilote officiel BMW Pelras;
- Champion du monde de course sur glace (IRSI (Ice Race Series International) / FIA) en 2003 avec Mitsubishi;
- 1er Peugeot RC Cup en 2004;
- Vice-Champion Porsche Carrera Cup en 2005;
- 2e du Championnat de France GT sur Corvette RC6 GT1
- 6 fois vainqueur du Trophée Andros (course sur glace) en 2009, 2010, 2011[2], 2013[3], 2014[4], 2015[5];
  - (recordman du nombre de victoires avec 59 victoires, meilleur total, devant Yvan Muller);
    - Pilote Officiel sur Mazda, Skoda, BMW
- 2 victoires au Stade de France au Trophée Andros;
- Vice-champion d'Europe GT Open sur Ferrari en 2010;
- Vice-champion d'Europe Megane Trophy aux World Series by Renault;
- 3e à la course de côte de Pikes Peak, Colorado aux États-Unis en 2011[6] et 2013[7];
- 2e du Rallye Dunes et Marais, Championnat de France Tout-Terrain sur Buggy RIVET;
- Préparation d'une tentative de record du monde de vitesse sur glace avec une BMW Alpina B6 du team PELRAS, record prévu en 2019;

## Activités de chef d'entreprise
- Création de 2 pistes de karting outdoor et indoor, région toulousaine
- Création de Mitjet Motorsport : Fabrication de voitures de compétition et organisation de son championnat[8]. Mitjet Motorsport a vendu plus de 300 véhicules et organise des compétitions automobiles dans 7 pays (France, Russie, Italie, Allemagne, Danemark, Espagne et USA). L'entreprise réalise un chiffre d'affaires annuel en 2015 de 10 millions d'euros, et plus de 2000 pilotes ont déjà roulé en Mitjet, dont Sébastien Loeb. Les Mitjet ont également participé à 4 courses d'ouverture de Grand Prix de Formule 1, dont 2 fois à Magny-Cours, et 2 fois à Sotchi.
- Reprise du Circuit Automobile d'Albi avec son ami et associé Didier Sirgue[9].

- Nouveau[réf. nécessaire] constructeur automobile français (marque Devinci cars), fabricant de véhicules à la ligne néo-rétro et à motorisation électrique. La Devinci est une voiture fabriquée en France et homologuée pour la route. Elle a été lancée au salon Retromobile 2018.[réf. nécessaire]